# Den heliga familjen
Den heliga familjen (originaltitel Die heilige Familie) är en bok skriven av Karl Marx och Friedrich Engels i november 1844, som gavs ut i februari 1845. I boken kritiserar de unghegelianerna, vars idéer var väldigt populära i akademiska kretsar vid tiden.
Boktiteln var avsedd som en sarkastisk referens till bröderna Bauer och deras anhängare. Boken blev kontroversiell och Bruno Bauer gick i svaromål mot boken i en artikel i Otto Wigands Vierteljahrsschrift 1845, där han hävdade att Marx och Engels hade missförstått honom.